# Devin Ratray
Devin D. Ratray (ur. 11 stycznia 1977 w Nowym Jorku) – amerykański aktor, najbardziej znany z roli Buzza McCallistera w filmach Kevin sam w domu i Kevin sam w Nowym Jorku.

## Filmografia
- Gra o wysoką stawkę (Worth Winning, 1989) jako Howard Larimore Jr.
- Małe potwory (Little Monsters, 1989) jako Ronnie Coleman
- Kevin sam w domu (Home Alone, 1990) jako Buzz McCallister
- Perfect Harmony (1991) jako Shelby
- Kevin sam w Nowym Jorku (Home Alone 2: Lost in New York, 1992) jako Buzz McCallister
- Dennis rozrabiaka (Dennis the Menace, 1993) jako Mickey
- Strong Island Boys (1997) jako Cal
- Książę i ja (Prince and Me, The, 2004) jako Scotty
- Śliski interes (Slippery Slope, 2006) jako asystent w laboratorium
- Serial (2007) jako Jimmy Link
- Surogaci (Surrogates, 2009) jako Bobby Saunders
- R.I.P.D. Agenci z zaświatów (R.I.P.D, 2013) jako Pulaski
- Blue Ruin (2013) jako Ben Gaffney
- Nareszcie sam w domu (Home Sweet Home Alone, 2021) jako Buzz McCallister